# Lespesia parviteres
Lespesia parviteres là một loài ruồi trong họ Tachinidae.